# Panegiris
A l'antiga Grècia, una panegiris (grec antic: πανηγυρίς, panegyris, literalment 'aplec, consell, reunió, assemblea general') era una reunió o assemblea en la qual estaven convocats tots els membres d'un mateix poble per a una festa solemne, com una fira, un espectacle, uns sacrificis o uns jocs.
El terme es feia servir per a tres menes de trobades:
- la dels habitants d'una ciutat determinada i la seva rodalia (com ara les Efèsies)
- la dels habitants d'una contrada, una raça o una tribu (com ara les Dèlies, les Pambeòcies i les Paniònies)
- una trobada nacional de tots els grecs, com els Jocs Olímpics, els Jocs Pítics, els Jocs Ístmics i els Jocs Nemeus, o les Panhel·lènies i les Eleutèries.

A les panegiris eren habituals els discursos de lloança cap a la comunitat, entre els quals el famós discurs d'Isòcrates d'Atenes, malgrat que mai no fos llegit. Amb el temps, els discursos destinats a elogiar una persona foren anomenats panegírics, especialment als emperadors i alts càrrecs.